# Новосовське
Новосовське — колишнє село в Україні, у Середино-Будському районі Сумської області. Підпорядковувалось Пигарівській сільській раді.

## Географічне розташування
Новосовське знаходилося за 0,5 км від с. Ріг.

## Історія
18 січня 1988 року Сумська обласна рада зняла село з обліку.